# Serebristaja pyl'
Serebristaja pyl' (Серебристая пыль) è un film del 1953 diretto da Abram Matveevič Room.